# チヨダウーテ
チヨダウーテ株式会社（英: CHIYODA UTE Co.,Ltd.）は、三重県三重郡川越町に本社を置く、石膏ボードを主力とした建材を製造・販売するメーカー。
石膏ボード業界において吉野石膏に次ぐ国内第2位。

## 社名の由来
創業者の平田富久が、現在の三重県四日市市千代田町の出身であることから「チヨダ」、
そして、Unique TechnologyのUとTeを合わせて「ウーテ」、この2つを合わせて「チヨダウーテ」という社名が生まれた。「ウーテ」には独自の技術開発への思いが込められている

## コーポレートメッセージ
「共に挑み、明日を創る」がチヨダウーテのコーポレートメッセージである。
お客様、そして社員と共に挑戦をしつづけ、未来を創っていきたいというメッセージである。

## 主力製品・事業
- 石膏ボード
- AQUAPANEL（ガラス繊維入りセメントボード）
- コーナーボード（石膏ボード加工品）
- 土壌改良材
- けい酸カルシウム板
- EARTHWOOL（断熱材）

## 主要事業所
- 本社、四日市工場 - 三重県三重郡川越町高松928番地
- 室蘭工場 - 北海道室蘭市崎守町389番地12
- 千葉工場 - 千葉県袖ケ浦市北袖12番地1
- 貝塚工場 - 大阪府貝塚市港16番地1
- 下関工場 - 山口県下関市彦島迫町七丁目1番1号

## 沿革
- 1948年（昭和23年） - 三重県四日市市住吉町に千代田建材株式会社を設立。
- 1955年（昭和30年） - 石膏ボード工場を建設し、製造・販売を開始。
- 1957年（昭和32年） - 社名を千代田建材工業株式会社に変更。
- 1959年（昭和34年） - 東海地方に伊勢湾台風が直撃し、伊勢湾岸地域に高潮が押し寄せ工場が全滅状態になるが7か月後の1960年（昭和35年）4月に工場を再建した。
- 1990年（平成2年） - 社名をチヨダウーテ株式会社に変更。10月、店頭銘柄として日本証券業協会に登録。
- 2004年（平成16年） - ジャスダックに株式を上場。
- 2006年（平成18年） - 独・KNAUF社と資本業務提携を開始。
- 2011年（平成23年） - 子会社のチヨダメタルスタッド株式会社を吸収合併。
- 2015年（平成29年） - 機能性コーティング材の開発、製造及び販売を業務とする株式会社 ピアレックス・テクノロジーズ株式を株式会社ピクセラより購入し、連結子会社化。
- 2016年（平成28年） - 東京支社を蔵前に移転。
- 2020年（令和2年） - 独・KNAUF社に対し第三者割当増資を行い、独・KNAUF社の持株比率が44.48%となる[1]。
- 2022年（令和4年）6月 - 独・KNAUF社が株式公開買付けを実施し、93.16%の株式を取得[2]。
- 2022年（令和4年）7月 - 東京証券取引所スタンダード市場上場廃止。株式売渡請求により独・KNAUF社の完全子会社となる[3]。最終的に独・KNAUF社が75%、平田興産が25%の株式を直接または間接保有する合弁会社とした[4]。

## 主要関係会社

### 国内グループ企業
- チヨダエクスプレス株式会社
- チヨダグリーンセラ株式会社
- チヨダセラ株式会社
- チヨダ加工センター株式会社
- チヨダメタルスタッド関西株式会社
- チヨダメタルスタッド中部株式会社
- 東海エクスプレス株式会社
- 株式会社 ピアレックス・テクノロジーズ

## 受賞履歴
出隅用せっこうボード「コーナーボード」
2016年度HEADベストセレクション賞を受賞　http://www.atyam.net/head/head_best.html
2017年度グッドデザイン賞を受賞　https://www.g-mark.org/gallery/winners/9ddf239b-803d-11ed-af7e-0242ac130002